# Narva (Leuchtmittel)

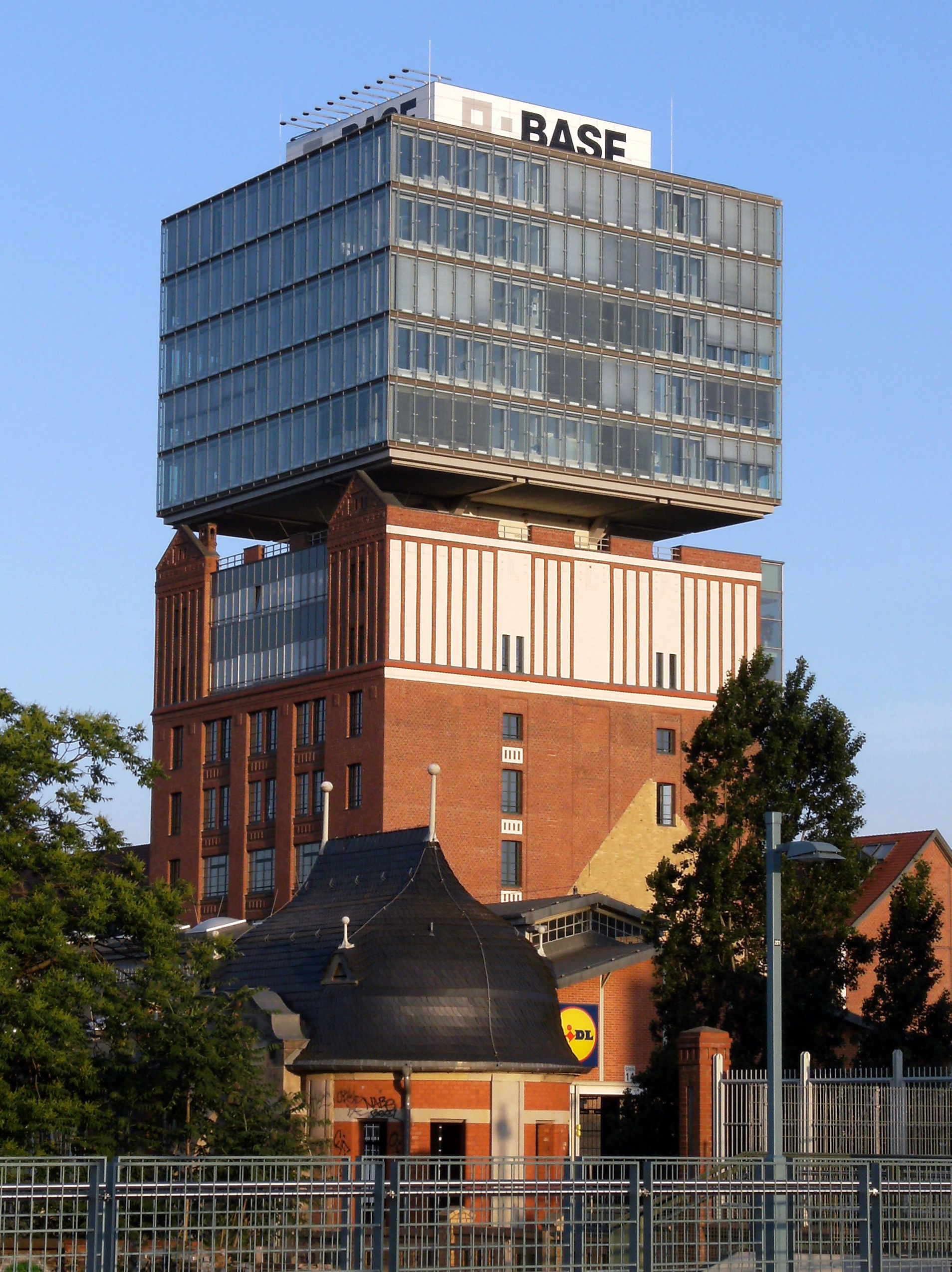
NARVA-Hochhaus mit BASF-Glaswürfel

Der VEB Narva Kombinat Berliner Glühlampenwerk war der zentrale Hersteller für Leuchtmittel, insbesondere Glühlampen, in der Deutschen Demokratischen Republik (DDR). Der Handelsname Narva setzt sich zusammen aus den Abkürzungen „N“ für Stickstoff, „Ar“ für Argon und „Va“ für Vakuum. Heute ist es der gemeinsame Markenname der Produkte der fünf Nachfolgebetriebe des ehemaligen Kombinats, die im Mitteldeutschen Warenzeichenverband Narva e. V. zusammengeschlossen sind.

## Geschichte

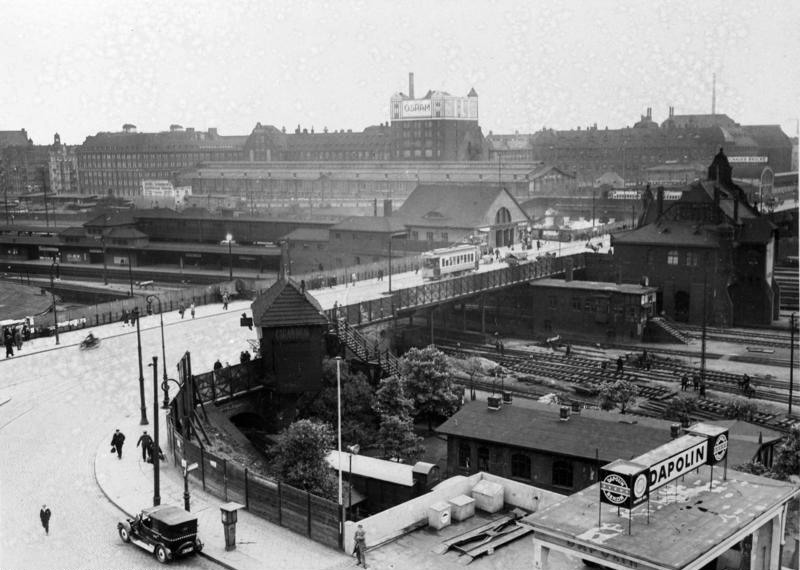
Bahnhof Warschauer Straße in Berlin-Friedrichshain mit dem damaligen Osram-Werk D (Drahtwerk) im Hintergrund (1930)

### Entwicklung nach 1945
Die Geschichte des Unternehmens ist eng verbunden mit dem Berliner Glühlampenwerk Osram. Nach dem Ende des Zweiten Weltkrieges und der beginnenden Teilung Deutschlands wurde auch der Osram-Konzern aufgeteilt. So produzierte ab 1949 das im Ost-Berliner Bezirk Friedrichshain befindliche ehemalige Osram-Werk D (Drahtwerk) fortan als VEB Berliner Glühlampenwerk „Rosa Luxemburg“.

### Kampf um Arbeitsbedingungen
Zu Unruhen kam es im August 1952, also bereits Monate vor dem 17. Juni 1953, dem Arbeiteraufstand in der DDR. Überwiegend Frauen legten im Berliner Stammbetrieb die Arbeit nieder, weil sie gegen die Betriebskollektivverträge, mit denen eine Nachtschicht eingeführt werden sollte, protestierten. Nach Verhandlungen mit der Betriebsleitung konnten sich die Arbeiterinnen mit ihrem Anliegen durchsetzen.

### Narva

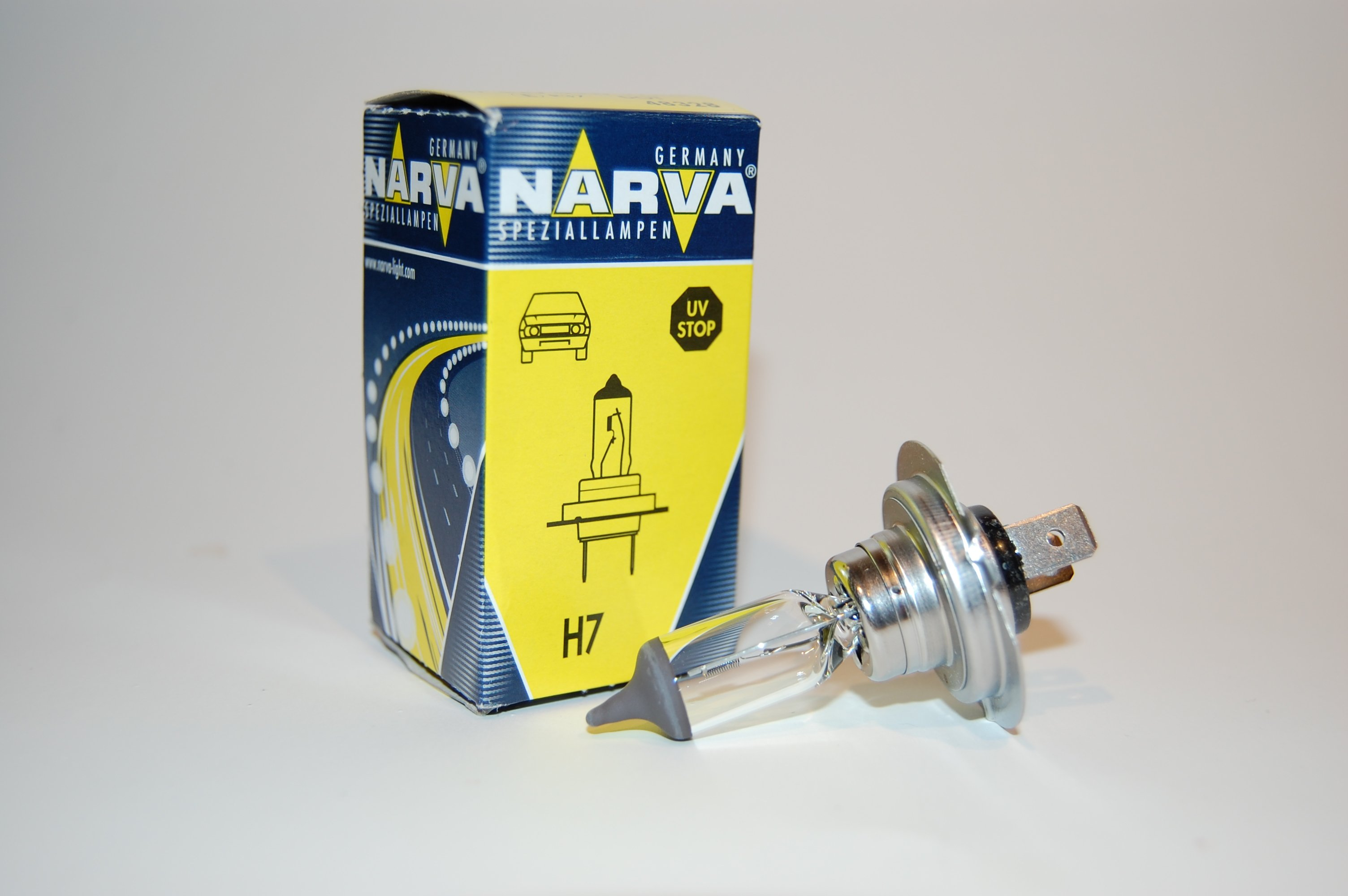
H7-Lampe von Narva

Ab 1963 fand der Produktname Narva Verwendung, 1966 wurde der Name als Markenzeichen eingetragen. 1969 erfolgte der Zusammenschluss mit den Glühlampenbetrieben in Plauen, Oberweißbach und Brand-Erbisdorf zum Kombinat. Das Unternehmen hatte in Berlin gegen Ende der 1970er Jahre bis zu 6000 Mitarbeiter. Mit der Wende 1990 erfolgte am Stammsitz Berlin die Umwandlung in die Gesellschaft für lichttechnische Erzeugnisse mbH. Trotz der Auflösung des VEB produzieren einige der verbliebenen nunmehr voneinander unabhängigen ehemaligen Betriebsteile weiterhin Waren unter dem Markennamen „Narva“. Sie sind im Warenzeichenverband Narva e. V. zusammengeschlossen.
1991 erhielt Narva (Berliner Glühlampenfabrik GmbH) den Berliner Umweltpreis für die Entwicklung einer quecksilberfrei herstellbaren Natrium-Dampfhochdrucklampe.
1992 wurde die Produktion von Leuchtmitteln im bisherigen Gebäude eingestellt, das Unternehmen wechselte zum 30. März 1996 den Standort nach Berlin-Lichtenberg, Herzbergstraße und firmiert hier unter Narva G.L.E. Seit 1994 entwickelt und produziert NARVA in Berlin nun verschiedenste Hochdruck-Entladungslampen wie professionelle Leuchtmittel für Straßen und Industrieanlagen, bedarfsgerechte Leuchten für die Pflanzenaufzucht oder hoch spezialisierte Lösungen für den medizinischen und analytischen Bereich.

## Das Narva-Gebäude

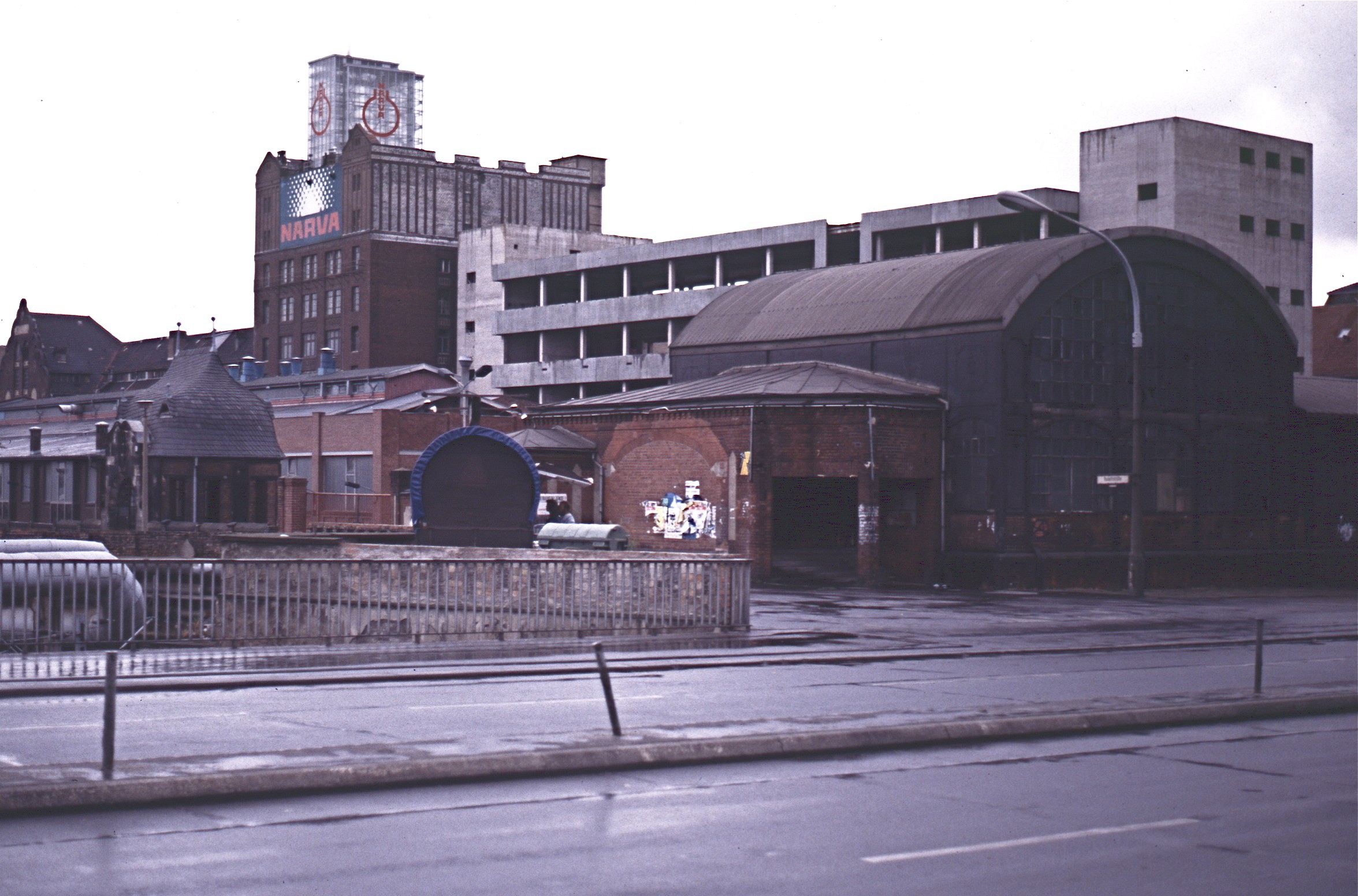
U-Bahnhof Warschauer Brücke (als Lagerhalle genutzt), im Hintergrund das Hochhaus, 1992

Mitte des 19. Jahrhunderts entstand auf dem Gelände des späteren Narva-Gebäudes Berlins erstes Wasserwerk, das 1893 den Betrieb wieder einstellte. 1894 wurden Versuche für Müllverbrennungsverfahren in diesem Gebäude durchgeführt. In den Jahren 1906 bis 1912 errichtete die Deutsche Gasglühlicht AG, die Auer-Gesellschaft, das Glühlampenwerk mit einem auffälligen elfgeschossigen Gebäude, das je nach Definition als Berlins erstes Hochhaus gilt. 1963 wurde dem Turm ein kleiner drehbarer Glasturm aufgesetzt. Ende der 1990er Jahre erfolgte der Aufbau des charakteristischen Glaswürfels, der im Jahr 2000 fertiggestellt wurde. Das als technisches Denkmal ausgewiesene Gebäude dient seit 2005 als Bürogebäude für die BASF. Der gesamte Komplex um das Glühlampen-Hochhaus erhielt zu Beginn des 21. Jahrhunderts den Namen Oberbaum City, nach der in der Nähe befindlichen Oberbaumbrücke bzw. dem Oberbaum an der Spree.
Der nahegelegene U-Bahnhof Warschauer Brücke mit der daneben befindlichen Wagenhalle wurde am Tag des Mauerbaus am 13. August 1961 außer Betrieb genommen. Die Anlagen dienten bis Ende 1994 als Lagerhalle für das Berliner Glühlampenwerk. Knapp sechs Jahre nach der Maueröffnung konnte am 14. Oktober 1995 die U-Bahn den Zugbetrieb im inzwischen Warschauer Straße genannten Bahnhof wieder aufnehmen.
In einigen ehemals von Narva genutzten Räumen befinden sich Diskotheken wie die Narva Lounge.

## Betriebsteile

### Arnstadt
1936 errichtete die DAIMON Elektro-Technische Fabrik Schmidt & Co. GmbH ein Taschenlampenwerk im thüringischen Arnstadt. Erst 1959, wohl aufgrund von Markenrechtskollisionen mit dem im Westen befindlichen Teil des DAIMON-Werks, erfolgte die Umbenennung in ARTAS – Arnstädter Taschenlampenwerk. Wegen der Beteiligung ausländischer Kapitalgeber erfolgte die Umwandlung in einen Volkseigenen Betrieb erst 1970. Zum 1. Oktober 1978 wurde der Betrieb dem Kombinat Narva angegliedert. In der DDR war er Alleinhersteller von Taschenlampen. Die Privatisierung erfolgte 1993, das Unternehmen firmiert heute wieder unter dem Namen ARTAS. Hergestellt werden Taschenlampen, Zweckleuchten und Infrarotstrahler für die Tierhaltung.
Weiterhin bestand ein VEB Leuchtenbau (Sitz: Rehestädter Weg), der Feuchtraum-Leuchtstofflampen-Leuchten, Zweckleuchten und Glimmstarter für Leuchtstoff- und Halogenmetalldampflampen fertigte.

### Berlin
Hier wurden normale Glühlampen und Leuchtstofflampen hergestellt und teilweise für den Export verpackt.

### Brand-Erbisdorf

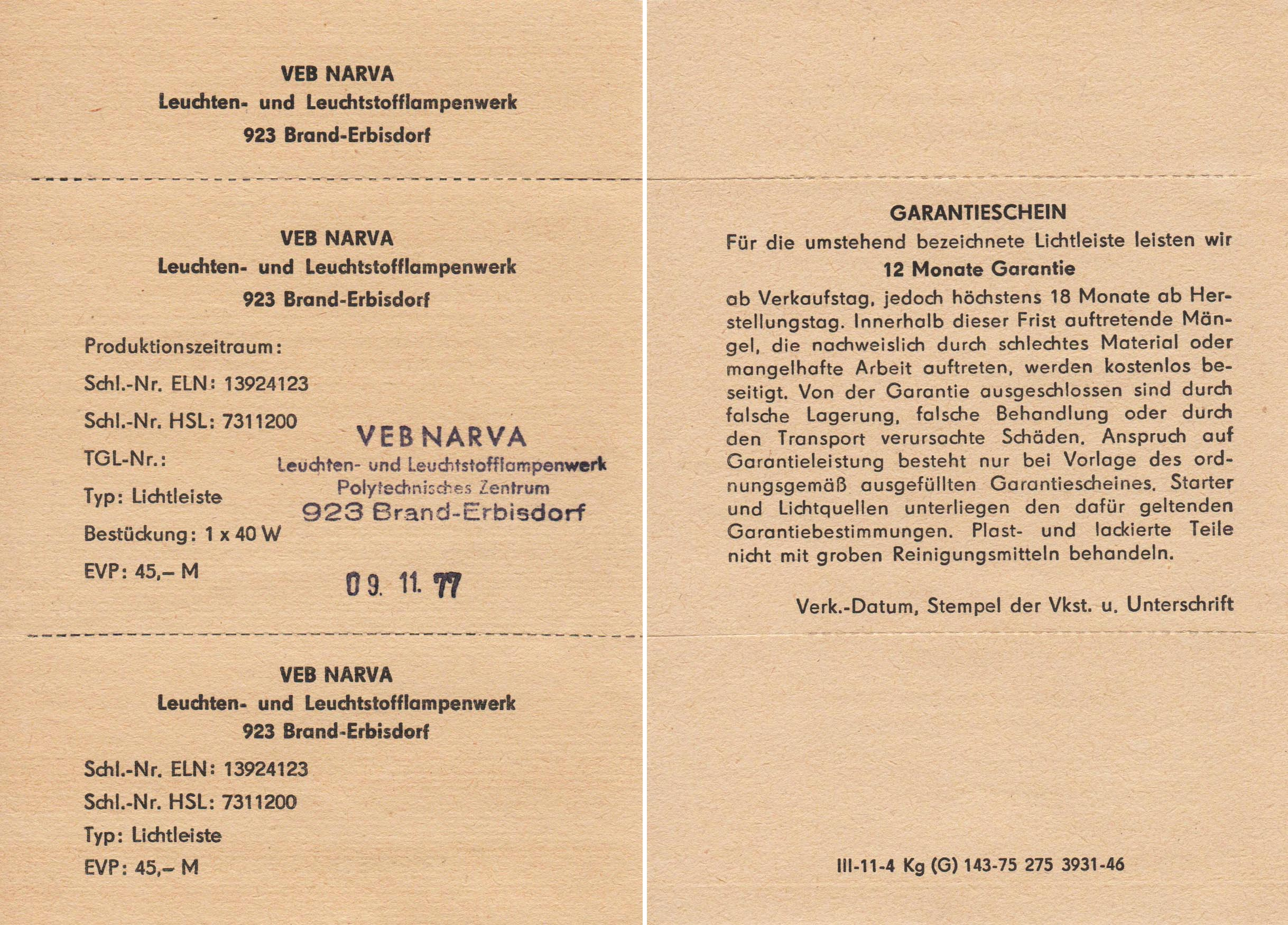
Produktanhänger einer Lichtleiste (1977)

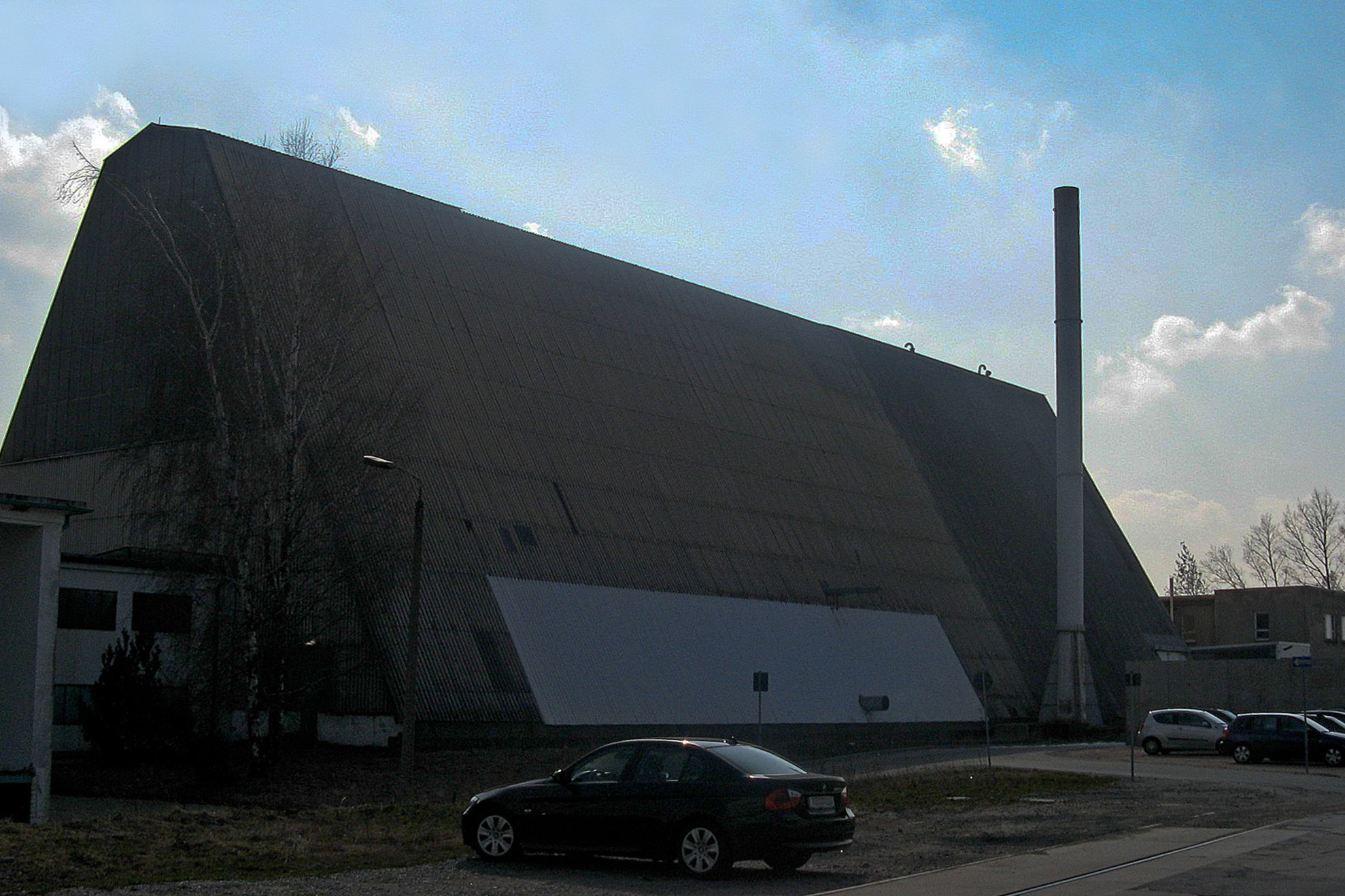
Narva-Glaswerk in Brand-Erbisdorf

Im Jahr 1966 begann im sächsischen Brand-Erbisdorf die Produktion von Leuchtstofflampen, 1971 konnte ein eigenes Glaswerk in Betrieb genommen werden. 1991 kaufte eine internationale Investorengruppe von der Treuhandanstalt betriebsnotwendige Gebäude und Ausrüstungen; die Fabrik wurde damit privatisiert. Die Initiative ging von NARVA-Mitarbeitern aus, die sich an der Investition beteiligten und das Unternehmen heute leiten. Die restlichen Gebäude und Ausrüstungen wurden im Wesentlichen auch an ehemalige NARVA-Mitarbeiter verkauft, so dass aus dem sehr großen Immobilienbestand heute ein florierendes Industriegebiet mit über 50 Firmen entstanden ist. Der frühere Leuchtstofflampen-Hersteller firmiert heute als NARVA Lichtquellen GmbH + Co. KG und produziert Leuchtstofflampen in verschiedensten Längen, Farbspektren und Durchmessern, Solarienstrahler, Glasrohre und Energiesparlampen. Ein kleinerer Betriebsteil hat sich abgespalten und stellt Kristallleuchten her. Ende 2016 wurde bekannt, dass die Produktion am Standort Brand-Erbisdorf künftig auf die Herstellung von Besonnungslampen und kundenspezifische LED-Lösungen fokussiert wird. Die Herstellung von Leuchtstofflampen in der Allgemeinbeleuchtung wird hingegen aufgrund mangelnder Konkurrenzfähigkeit zu Produkten v. a. aus China eingestellt. Im Zuge der Umstrukturierung soll die Belegschaft von 370 Mitarbeitern um etwa 2/3 reduziert werden.

### Groß Glienicke
Auf dem Gutshofgelände von Groß Glienicke wurde in den 1920er-Jahren vom Physiker Ladislaus von Kramolin ein Labor zur Entwicklung von Radioröhren errichtet (seit dem Ende des 20. Jahrhunderts als Alte Manufaktur bezeichnet). Das Labor wurde nach 1945 vom Unternehmen Holzapfel und Co. KG übernommen. In den 1960er Jahren wurde die Röhrenmanufaktur in einen Volkseigenen Betrieb umgewandelt und als Außenstelle vom VEB Narva Berlin betrieben. Hier wurden jedoch nur Industrielampen montiert, eine Produktion fand nicht statt. Die Fabrikation wurde mit der Wende in der DDR eingestellt, das Gebäude danach in ein Wohnhaus umgebaut.

### Leipzig
Lichttechnischen Zentrum als zentrale Entwicklungseinrichtung.

### Naumburg
als VEB Glühlampenwerk (Sitz: Wenzelsring 5–7) Hersteller von Kleinglühlampen (Sockel E10)

### Oberweißbach
Seit 1902 wurden in Oberweißbach Leuchtstoffe hergestellt. Bis zur Verstaatlichung 1946 gab es mehrfache Änderungen der Besitzverhältnisse, 1948 wurde der VEB Glühlampenwerk Oberweißbach gegründet. 1969 wurde der Betrieb in den NARVA-Verband eingegliedert. Nach der Wende wurde der Betrieb 1990 in die NARVA Glühlampenwerk Oberweißbach GmbH umgewandelt und stellte in erster Linie „Thüringer Glaslichtschmuck“ her. Im Jahr 2009 wurde das Werk endgültig geschlossen. Die Stadt Oberweißbach beschloss 2012 den Erwerb des Geländes und die Umwandlung in ein Mischgebiet (Gewerbe und Wohnungen).

### Oschatz
Im Jahr 1946 erfolgte die Gründung der privaten Elektrobau Oschatz GmbH, 1954 wurde diese in eine Offene Handelsgesellschaft (OHG) umgewandelt. Bald darauf wurde das Unternehmen eine Kommanditgesellschaft, auch staatliche Banken kamen als Gesellschafter hinzu. Damit war ein erster Schritt zur Verstaatlichung geschaffen. 1972 erfolgte die vollständige Überführung in Volkseigentum, das Unternehmen firmierte nunmehr als VEB Elektrobau Oschatz. Im Jahr 1979 kam dieser Betrieb zum NARVA-Kombinat. Seit 1991 ist das Unternehmen wieder im Besitz der Alteigentümer.

### Plauen
1948 wurde in Plauen ein Glühlampenwerk zur Herstellung von Allgemeinbeleuchtung gegründet. Mit der steigenden Produktion von Personenkraftwagen erfolgte eine Spezialisierung auf Fahrzeugbeleuchtung. Die Kfz-Lampenfabrik Plauen wurde in den 1960er-Jahren auch Mitglied der Narva-Familie. Die Konstrukteure schufen 1974 zunächst H4-Lampen in Hartglas, dann kam Quarzglas zur Anwendung. Von 1978 bis 1982 erfolgte die Verfeinerung der Hartglas-Technologie, die seitdem als Grundlage für die Auto-Lampenproduktion dient. 1987 folgte die Herstellung von Halogen-Miniaturlampen. Nach der Wende erfolgte eine Vergesellschaftung des Betriebes, das Unternehmen hieß nun NARVA Glühlampenwerk Plauen GmbH. 1991 übernahm der Philips-Konzern das Unternehmen, es erfolgte eine Umbenennung in Narva Speziallampen GmbH. Das Werk produzierte unter dem Namen Philips, brachte bestimmte Produkte aber auch (teils deutlich preiswerter) unter eigenem Namen in den Handel. 1994 konnte mit HB3/HB4-Halogen-Lampen der US-amerikanische Markt erobert werden. 1999 folgte die HB5-Halogen-Lampe. Die sehr positive Entwicklung des Umsatzes führte zu Produktionserweiterungen im Jahr 2005. Als weiterer Meilenstein gelang 2006 die Entwicklung und Markteinführung der H7-Lampe in Hartglas. Seit 2011 werden die H4-Lampen in Polen gefertigt. Dafür wurde die Produktionsstraße in Plauen, welche dort zu einem Drittel der Gesamtproduktion beitrug, abgebaut und in Polen wieder aufgebaut.
Mit der Übernahme durch die Bavaria Industriekapital AG wurde das Plauener Werk im September 2012 in Vosla GmbH umbenannt. Der Name geht auf einen betriebsinternen Wettbewerb zurück und bedeutet frei nach seiner Schöpferin Kerstin Lorenz Vogtländische Speziallampen. Das neue Unternehmen blieb für die nächsten fünf Jahre Automobillampen-Zulieferer für Philips. Gleichzeitig werden die Bereiche für Speziallampen – beispielsweise für Mikroskope und Eisenbahn-Signale – ausgebaut. Eine Lizenzvergabe an die Lichtfuchs GmbH führte dazu, dass die Herstellung von Lichterketten für Weihnachtsbäume und Schwibbogenketten wieder aufgenommen werden konnte.

### Tambach-Dietharz
Der VEB NARVA „Rosa Luxemburg“ Glüso-Werk Tambach-Dietharz (die Abkürzung Glüso steht für Glühlampen-Sockel) hatte unter anderem einen Betriebsteil in Wölfis. Hier wurden Party-Lichterketten mit farbigen Aufsätzen hergestellt.

### Weida
Als VEB Elektrobetrieb Weida (Sitz: Gräfenbrücker Str. 30) ab den späten 1970er Jahren Allein-Hersteller von Vorschalt- und Zündgeräten für Gasentladungslampen.

## Weitere Einrichtungen

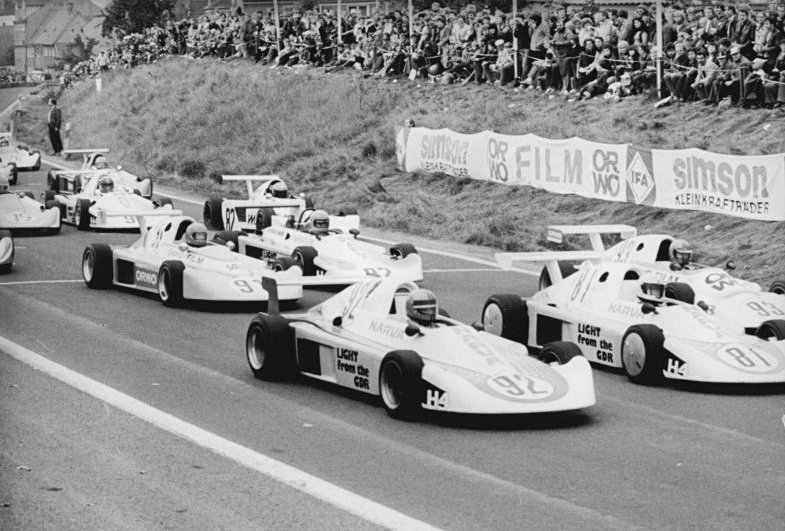
Narva als Sponsor der DDR-Meisterschaften der Rennwagen B 8 bis 1300 cm³, Leistungsklasse 1 (1981)

### Überblick
In der DDR war es weit verbreitet, dass große Unternehmen neben den eigentlichen Betriebsanlagen auch weitere Einrichtungen unterhielten oder als Sponsoren auftraten. In erster Linie waren dies Einrichtungen in den Bereichen Bildung, Soziales und Freizeit/Sport. So gehörten zum Kombinat NARVA Ferienlager sowie folgende Schulen und Sportvereine.

### Berufsschule VEB NARVA „Olga Benario-Prestes“
In dieser nach Olga Benario-Prestes benannten Schule wurden Menschen in verschiedenen Berufen und unterschiedlichen Bildungsniveaus ausgebildet, wie Teilfacharbeiter, Facharbeiter und Facharbeiter mit Abitur. Die Ausbildungsstätte befand sich in unmittelbarer Nähe des Berliner Stammwerkes, nicht weit vom S-Bahnhof Warschauer Straße, im heutigen Gewerbegebäude Warschauer Straße 58a/59a.

### SG NARVA Berlin
Der Sportverein wurde 1946 als Betriebssportvereinigung Berliner Glühlampenwerk gegründet. Im Januar 1951 bekam der Verein den Namen Betriebssportgemeinschaft Mechanik Friedrichshain, wenige Monate später schließlich BSG Motor Friedrichshain-Ost. 1958 erfolgte die Umbenennung in BSG Berliner Glühlampenwerk, 1969, nach der Bildung des Kombinats NARVA, dann in BSG NARVA Berlin. Der Verein hatte als Betriebssportverein fast 2500 Mitglieder (1. Januar 2005 etwa 450). Betreut wurden die Sparten Handball, Schach, Volleyball, Turnen, Rudern, Boxen, Gymnastik, Judo und Fußball (Stadion in Berlin-Oberspree „Käthe-Tucholla-Stadion“).

### BSG NARVA Brand-Erbisdorf
Die Betriebssportgemeinschaft wurde 1969 gegründet, nach der Vereinigung 1991 mit Motor Brand-Langenau als SSV 91 Brand-Erbisdorf e. V. aktiv. Der Sportverein betreut die Sparten Badminton, Billard, Fußball, Kegeln, Laufen, Schach, Tischtennis und Volleyball.